# William Jennings
Pour les articles homonymes, voir Jennings.
Temple de la renommée : 1975
Temple de la renommée américain : 1981
William M. Jennings (né le 14 décembre 1920 à New York aux États-Unis – mort le 17 août 1981) est un ancien propriétaire d'une franchise de hockey sur glace en Amérique du Nord.

## Biographie

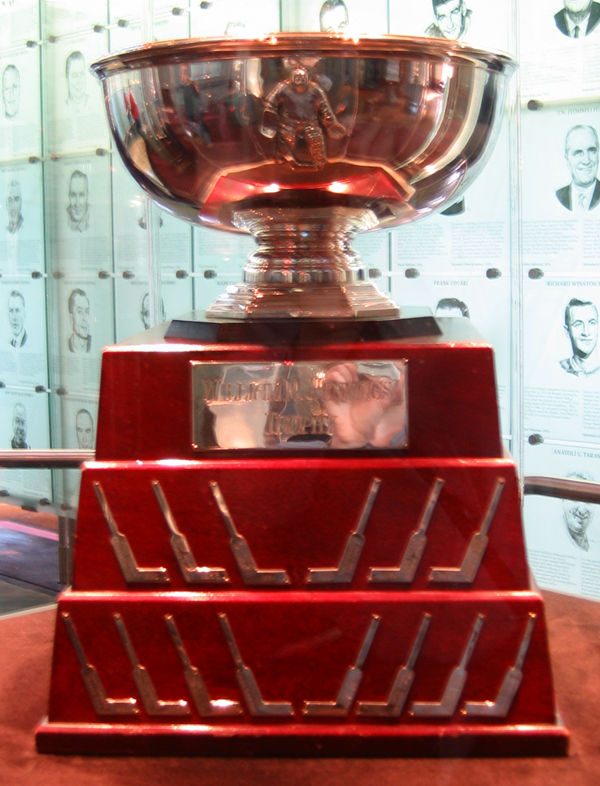
Le trophée William-M.-Jennings remis en son honneur dans la Ligue nationale de hockey.

Né à New York dans l'État de New York aux États-Unis en 1920, Jennings devient propriétaire des Rangers de New York de la Ligue nationale de hockey en 1959. Il reste à la tête de la franchise jusqu'au jour de sa mort en 1981. Au cours de cette période, les Rangers accèdent à deux reprises à la finale de la Coupe Stanley, récompense ultime de la LNH, mais ils sont battus à chaque fois, tout d'abord en 1972 par les Bruins de Boston, puis en 1979 par les Canadiens de Montréal.
En 1966, il crée le trophée Lester-Patrick de la LNH remis à un individu ou à groupe d’individus pour services rendus au hockey aux États-Unis. Il remporte lui-même ce trophée en 1971 et un autre trophée de la LNH porte son nom depuis 1982 : le trophée William-M.-Jennings remis au(x) gardien(s) de but de l’équipe ayant concédé le moins de buts durant la saison régulière.
En 1975, il est admis au Temple de la renommée du hockey puis au Temple de la renommée du hockey américain en 1981.